# José Dolores Moscote
José Dolores Moscote (Cartagena de Indias, 4 de abril de 1879-Panamá, 4 de abril de 1956) fue un educador, escritor, jurista y constitucionalista panameño nacido en Colombia. A él le correspondió indicar y determinar las nuevas formas ideológicas del Estado panameño, por lo que percibió la necesidad de erigir nuevas estructuras jurídicas, políticas y educativas. Sentó las bases de la doctrina nacional panameña en materia de derecho al participar en la Constitución de 1946.
Participó en la creación y fomento de diversas organizaciones educativas en Panamá, entre las que se encuentran el Instituto Nacional de Panamá, la Secretaría de Instrucción Pública, la Universidad de Panamá y la Academia Panameña de la Lengua.

## Biografía

### Primeros años
Nació el 4 de abril de 1879 en Cartagena de Indias, Colombia; hijo de la modesta familia de Juan Moscote y Policarpa Torregrosa. Realizó sus estudios universitarios en la Universidad de Cartagena, graduándose con el título de doctor en Derecho y Ciencias Políticas en 1900. Estando en Colombia, se unió en matrimonio con Ana María Brid.

### Carrera profesional
En 1902, un año antes de la Separación de Panamá de Colombia a la edad de 23 años, viaja con su esposa a Panamá en búsqueda de nuevas oportunidades. Inició como maestro en la Escuela Primaria de Santa Ana. En 1906, fue nombrado oficial segundo de la Secretaría de Instrucción Pública; y en 1908, inspector de Instrucción Pública de la capital.
En 1909 fue profesor del Instituto Nacional, en donde impartió los cursos de Cívica y Moral, Sicología, Filosofía y Castellano. Además, fue rector del Liceo de Panamá, vicerrector y rector del Instituto Nacional desde 1925 hasta 1931 período durante el cual instituyó los Sábados Literarios.
En 1918, participó en la creación de la Escuela Libre de Derecho, y como docente dictó cátedras de Derecho Constitucional, Filosofía del Derecho y Derecho Romano. Durante nueve años fue conjuez de la Corte Suprema de Justicia.
Posteriormente, ocupó los cargos de primer secretario del Tribunal Superior del Primer Distrito Judicial, magistrado del Tribunal Superior y magistrado del Titular de lo Contencioso Administrativo. La trayectoria de Moscote le permitió ser miembro fundador de la Academia Panameña de la Lengua en 1926, y un miembro de la Academia Colombiana de Jurisprudencia.
Moscote, junto con el Dr. Octavio Méndez Pereira fueron fundadores de la Universidad de Panamá en 1935, en donde fue el primer decano de la Facultad de Derecho. Se le dio la distinción de Decano General, cargo creado por la Asamblea Nacional en 1936, con la finalidad de que fuera ejercido por él, en atención a sus servicios a la educación panameña. En 1956, se convirtió en el primer profesor emérito aprobado por la Universidad de Panamá.
Junto con los doctores Ricardo J. Alfaro y Eduardo Chiari, elaboró el anteproyecto de la Constitución de 1946, en donde se introdujo el concepto constitucional de Autonomía Universitaria.

### Últimos años y muerte
En la postrimería de su vida, Moscote fue operado de una pierna por lo que tuvo su movilidad disminuida. A pesar de su estado, continuaba a asistir a la Universidad de Panamá para impartir su cátedra en la Facultad de Derecho. Falleció el 4 de abril de 1956 en la Ciudad de Panamá, justamente al cumplir los 77 años.

## Vida personal
En 1900 contrajo matrimonio con Ana María Brid Sotomayor y tuvieron cinco hijos: Graciela Adelaida, Rafael Eutimio, Ana Luisa, Alicia Dolores y Bertina.

## Obras
Su nombre queda vinculado al avance del derecho constitucional, no solo por su intervención en las labores preparatorias de la Constitución de 1946 sino también por el aporte que significaron dos de sus obras fundamentales:  
- Orientaciones hacia la reforma constitucional (1934)
- El derecho Constitucional Panameño (1943).

### Libros
Escribió varios libros de carácter científico y educativo como:
- Discursos y conferencias (1916).
- Páginas idealistas (1917).
- Renacimiento del derecho natural (traducción) (1920).
- Motivos (1924).
- Ideas e instituciones políticas americanas (traducción, 1931).
- Introducción al estudio de la constitución (1929).
- Una experiencia, seis años de rectorado en el Instituto Nacional (1931).
- Orientaciones a la reforma constitucional (1934).
- Actividades prácticas del maestro rural (1936).
- Estudios constitucionales (1938).
- Exposición de motivos y proyecto de ley de la jurisdicción contencioso administrativa (1943).
- El derecho constitucional panameño (1943).
- Anteproyecto de la Constitución de 1946, en asocio de los doctores Ricardo J. Alfaro y Eduardo Chiari (1945).

### Revistas y periódicos
Con sus escritos colaboró y dirigió algunas revistas y periódicos como:
- El diario de Panamá (1916-1918-1932).
- El tiempo (1918-1920).
- La revista nueva (1914-1918).
- La educación nacional, junto con Octavio Méndez Pereira (1924).
- Revista de instrucción pública (1912-1914).
- La antena (1931).
- Revista de la Universidad (1935-1940).

## Reconocimientos
Recibió la Orden Vasco Núñez de Balboa por parte del Gobierno panameño, así como reconocimientos de los Gobiernos del Ecuador, Venezuela y Francia.

## Legado
Por su labor cultural y educativa, fue distinguido por el gobierno panameño y otros países extranjeros. Fue miembro fundador de la Academia Panameña de la Lengua, y destacado miembro de la Academia Colombiana de Jurisprudencia.
En reconocimiento de su labor en promover el acceso equitativo a la educación, en Panamá se han creado varias instituciones que llevan su nombre, entre ellas: 
- El Instituto José Dolores Moscote (Colegio secundario).
- La biblioteca José Dolores Moscote y Narciso Garay, en el corregimiento de Bethania.
- El auditorio José D. Moscote en la Facultad de Economía y Finanzas de la Universidad de Panamá.

Después de su muerte, el periodista Eduardo Ritter Aislán, escribió: 

“José Dolores Moscote constituye una de las personalidades más definidas de la República y una de las aportaciones más excelsas de Panamá a la cultura de América”.